# Tomopterna
Tomopterna es un género de anfibios anuros de la familia Pyxicephalidae. Se distribuyen por el África subsahariana.

## Especies
Según ASW:
- Tomopterna cryptotis (Boulenger, 1907)
- Tomopterna damarensis Dawood & Channing, 2002
- Tomopterna delalandii (Tschudi, 1838)
- Tomopterna elegans (Calabresi, 1927)
- Tomopterna gallmanni[2] Wasonga & Channing, 2013
- Tomopterna kachowskii (Nikolskii, 1900)
- Tomopterna krugerensis Passmore & Carruthers, 1975
- Tomopterna luganga Channing, Moyer & Dawood, 2004
- Tomopterna marmorata (Peters, 1854)
- Tomopterna milletihorsini (Angel, 1922)
- Tomopterna monticola (Fischer, 1884)
- Tomopterna natalensis (Smith, 1849)
- Tomopterna tandyi Channing & Bogart, 1996
- Tomopterna tuberculosa (Boulenger, 1882)
- Tomopterna wambensis[2] Wasonga & Channing, 2013